# Борнштедт (Мансфельд-Зюдгарц)
Борнштедт (нім. Bornstedt) — громада в Німеччині, розташована в землі Саксонія-Ангальт. Входить до складу району Мансфельд-Зюдгарц. Складова частина об'єднання громад Мансфельдер-Грунд-Гельбра.
Площа — 9,3 км2. Населення становить 793 ос. (станом на 31 грудня 2021).

## Галерея

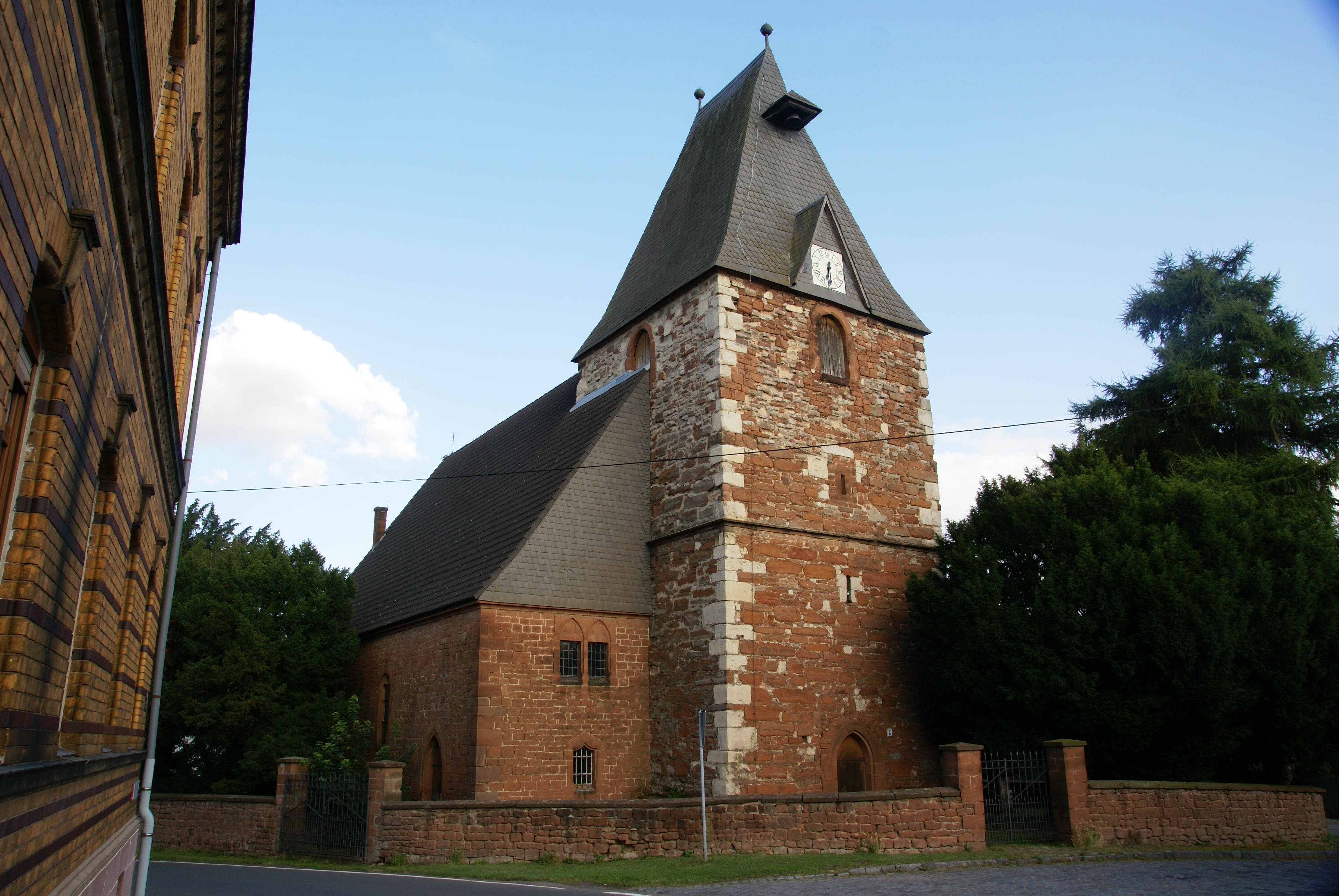